# Lou van Burg

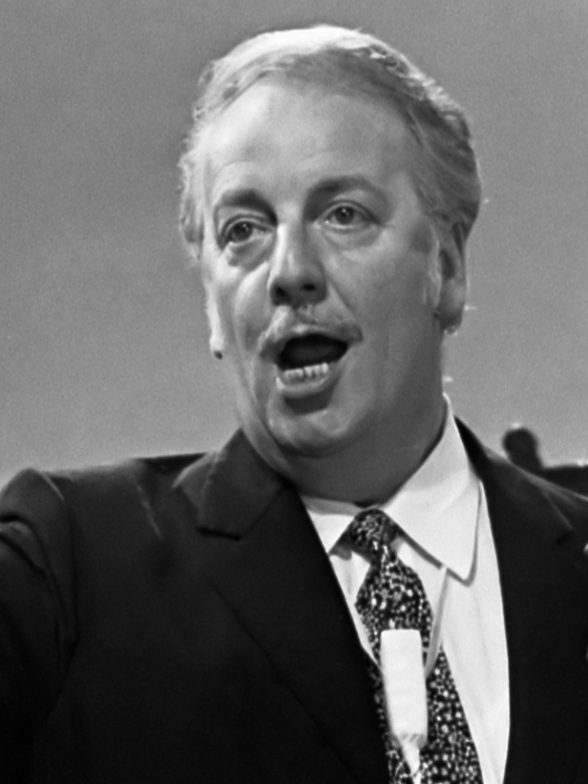
Lou van Burg (1968)

Lou van Burg (* 25. August 1917 in Den Haag, Niederlande; † 26. April 1986 in München, Bundesrepublik Deutschland; bürgerlich Louis „Loetje“ van Weerdenburg; Spitznamen „Mister Wunnebar“ und „Onkel Lou“) war ein niederländischer Sänger, Showmaster und Entertainer.

## Karriere
Lou van Burg begann seine Laufbahn als Entertainer in den frühen 1950er Jahren als Sänger und Tänzer in diversen Pariser Nachtclubs (u. a. im Lido und im Olympia). In dieser Zeit wurden bereits Schallplatten in französischer und niederländischer Sprache produziert. Als ihn 1954 die Polydor entdeckte, veröffentlichte sie mit Nicolo, Nicolo, Nicolino seinen ersten Titel in Deutschland, der gleich ein Hit wurde. 1956 war er im deutschen Fernsehen in der Sendung Heut geh'n wir ins Maxim zu sehen.

### Karriere international
Für das amerikanische Fernsehen spielte van Burg Anfang der 1950er Jahre in mehreren TV-Serien, die in Europa produziert wurden. 1954 folgte ein weiterer Auftritt als Schauspieler in der deutschen Kinoproduktion Clivia.
Als im Jahr 1959 seine erste eigene Fernsehshow Jede Sekunde ein Schilling, ausgestrahlt vom ORF, startete, wurde diese auf Anhieb ein großer Erfolg. Daraufhin übernahm auch das deutsche Fernsehen die Sendung. Für das holländische Fernsehen wurde die Spielshow 1960 unter dem Titel Een kwartje per seconde adaptiert und – ebenfalls mit van Burg als Quizmaster – parallel produziert. Beide Versionen endeten 1961.
Im Jahr 1962 folgte die WDR-Produktion Sing mit mir – spiel mit mir, eine Sendung, in der Musikstücke erraten werden mussten. Nach 14 Sendungen wurde diese Reihe jedoch trotz ihres Erfolgs vorzeitig abgebrochen, da es zu Unregelmäßigkeiten gekommen war. Es stellte sich heraus, dass eine Kandidatin, die durch ungewöhnliches Rate-Glück aufgefallen war, die Nichte einer Assistentin der Sendungen war.
Obwohl Lou van Burg zunächst aus dem Fernsehen verbannt war, berichtete die Boulevardpresse weiterhin ausführlich über ihn. So hatte eine große deutsche Boulevard-Zeitung in Brüssel seine Ehefrau Juliane ausfindig gemacht. Lou van Burg hatte sie 1961 verlassen, um mit der belgischen Sängerin Angèle Durand zusammenzuleben, die auch seine Managerin wurde.
Auf die Show nimmt der 1963 erschienene Schlagerfilm Sing, aber spiel nicht mit mir Bezug, in dem Lou van Burg eine Hauptrolle innehatte.

### Karriere beim ZDF
Nach zögerlichen Verhandlungen mit dem ZDF moderierte Lou van Burg ab 1964 mit großem Erfolg die TV-Show Der goldene Schuß. Sein Menjou-Bärtchen und der Ausruf Wunnebar (für Wunderbar), mit dem er gute Leistungen von Kandidaten bedachte, waren dabei Markenzeichen. Bekannt wurden die Spielsendung und er für die Art und Weise, wie er sein Publikum begrüßte: Dies geschah stets mit den Worten „Hallo Freunde“, woraufhin das Publikum im Chor antwortete „Hallo Lou“. Er entwickelte sich vor allem mit dem Goldenen Schuß zu einem der bekanntesten Conférenciers und Showmaster im deutschsprachigen Raum.
Am 25. August 1967 sollte Lou van Burg an seinem 50. Geburtstag mit der 25. Ausgabe von Der goldene Schuß das Farbfernseh-Programm in Deutschland eröffnen. Doch dazu kam es nicht: am 11. Juli 1967 beendete der Sender die Zusammenarbeit, nachdem seine Lebensgefährtin und Managerin Angèle Durand der BILD-Zeitung und mehreren Illustrierten berichtete, dass er als verheirateter Mann mit seiner Assistentin Marianne Krems ein Verhältnis habe und diese bereits schwanger sei. Die Sendung wurde daraufhin von Vico Torriani übernommen. Der ZDF-Intendant Karl Holzamer sagte hierzu, dass nicht das Privatleben, sondern die Publikation in allen Boulevardmedien ausschlaggebend gewesen sei. Später einigten sich das ZDF und Lou van Burg auf eine Entschädigung von 120.000 DM. Lou van Burg ließ sich nach 20 Jahren Ehe von seiner Noch-Ehefrau Juliane scheiden und heiratete Marianne Krems – das Ehepaar hatte zwei gemeinsame Kinder.
Wim Thoelke schrieb dazu in seinem Buch Stars, Kollegen und Ganoven – eine Art Autobiographie, dass die weitverbreitete Geschichte, das ZDF habe van Burg hinausgeworfen, nicht stimme, zumal dieser gar keinen Vertrag mit dem ZDF gehabt habe. Vielmehr habe die Schweizer Firma Schmid Productions die Sendereihe im ZDF-Auftrag hergestellt. Diese Firma habe auch Musicals produziert und deswegen überlange Ausschnitte, einmal sogar 40 Minuten davon in Der goldene Schuß untergebracht, wobei das ZDF die Ausstattung dafür auch noch bezahlen musste. Die Zuschauer und das ZDF seien unzufrieden gewesen, worauf man sich, um die Situation zu retten, unter dem Vorwand der Affäre von van Burg getrennt habe.

### Live-Auftritte und Engagement
Für die nächsten neun Jahre musste Lou van Burg sich auf seinen Nebenberuf als Conférencier beim Zirkus Althoff konzentrieren und in Einkaufszentren, Festzelten, Freizeitparks und bei Butterfahrten auftreten. So reiste er mit Tagesausflüglern über die Nordsee unter dem Motto Mit Onkel Lou nach Helgoland. Daneben trat er unentgeltlich in Waisenhäusern, Gefängnissen und psychiatrischen Kliniken auf, ohne dies groß publik zu machen.

### Comeback als Fernsehstar
1975 wirkte er in Rosa von Praunheims Film Berliner Bettwurst mit, der Fortsetzung von Rosa von Praunheims Kultfilm Die Bettwurst von 1971, und brachte sich damit wieder ins Gespräch. Von 1976 bis 1983 moderierte er dann wieder für das ZDF: 1976 bis 1983 die Sendung Varieté, Varieté, in der internationale Artisten, Zauberkünstler, Komiker und weitere Varieté-Acts auftraten, 1976 Wir machen Musik, die erste von sieben Evergreensendungen. Die positiven Reaktionen der Zuschauer waren so enorm, dass die weiteren TV-Galas Spiel mir eine alte Melodie (1977), Sing mit mir, tanz mit mir (1978), Sing mir das Lied noch einmal (1979), So wird’s nie wieder sein (1980), So schön wie heut’, so müßt’ es bleiben (1981) und Mit Musik geht alles besser (1982) mit van Burg folgten. Charakteristisch für diese Evergreensendungen war, dass er seine musikalischen Gäste singend anmoderierte. Zu jeder dieser Shows erschien eine eigene Benefiz-LP mit den neu arrangierten Aufnahmen der Sendungen.
Neben seinen eigenen Sendungen trat er auch als Gast in anderen Sendungen auf, zum Beispiel 1977 in der Sendung Musik ist Trumpf von Peter Frankenfeld, wo er gemeinsam mit Jacqueline Boyer, Ralf Bendix und seiner ehemaligen Lebensgefährtin Angèle Durand unter dem Motto Pigalle-Party ein Medley von Titeln mit Bezug zu Paris präsentierte.
1983 wurde mit ihm eine wenig erfolgreiche Variante von Der goldene Schuss unter dem Titel Spiel mit Onkel Lou im ZDF neu aufgelegt.

### Hörfunk
Bereits in den 1950er Jahren moderierte van Burg in seiner Heimat für Radio Luxemburg. Ende der 1970er Jahre holte ihn der damalige Programmdirektor Frank Elstner zum deutschen Hörfunkprogramm von Radio Luxemburg, wo er von 1979 an jeweils sonntags zur Mittagszeit (12 bis 14 Uhr) die Show Familientag mit Onkel Lou live aus dem damaligen Traumlandpark in Bottrop-Kirchhellen moderierte. Diese Show wurde zwar nur vom Radio übertragen, wurde von RTL aber intern zur Entwicklung und Übung von Fernseh-Liveübertragungen genutzt. 1981 bis 1984 moderierte er zusätzlich die Radiosendung Casino-Parade live aus dem Weindorf in Düsseldorf.

### Theater
Im Jahr 1985 spielte van Burg u. a. an der Seite von Gerda-Maria Jürgens, Helmut Ketels und Josef Meinertzhagen durch ein Engagement am Kölner Millowitsch-Theater in der Kriminal-Komödie „Schloß Rabeneck“ von Hans Gmür.

## Leben
Bis 1961 lebte er mit seiner Ehefrau Juliane zusammen. Nach der Trennung war die Sängerin Angèle Durand seine Lebensgefährtin und Managerin. 1969 heiratete er Marianne Krems, die ihre Tochter Angie (* 1964) in die Ehe mitbrachte. Krems und van Burg bekamen die gemeinsamen Töchter Yasmine (* 1968) und Stephanie. Angie und Yasmine sind ebenfalls als Sängerinnen tätig.
1986 starb Lou van Burg im Alter von 68 Jahren an den Folgen einer Leukämie, an der er viele Jahre gelitten hatte. Er wurde auf dem Neuen Südfriedhof in München bestattet. Im Jahr 2012 wurde das Grab aufgelassen; seitdem befindet sich der Grabstein im Garten des Hauses seiner Tochter. Als Inschrift trägt er Lou van Burgs Spitznamen: Onkel Lou.

## Filmografie

### Kino
- 1954: Clivia
- 1963: Sing, aber spiel nicht mit mir
- 1968: Paradies der flotten Sünder
- 1968: Der Partyphotograph
- 1975: Berliner Bettwurst
- 1985: Coconuts – Immer Ärger mit der Kohle

### Fernsehen (Auswahl)
- 1952 und 1953: Foreign Intrigue (US-Fernsehserie, gedreht in Europa, 4 Folgen)
- 1954 und 1955: Sherlock Holmes (US-Fernsehserie, gedreht in Frankreich, 2 Folgen)
- 1956: General Electric Summer Originals: The Green Parrot (US-Fernsehserie, 1 Folge)
- 1971: Glückspilze (Fernsehfilm)
- 1982: Kottan ermittelt – Entführung (Fernsehreihe)
- 1985: Sterne fallen nicht vom Himmel (Fernsehfilm)

### Fernsehshows
- 1959 – 1961: Jede Sekunde ein Schilling
- 1960 – 1961: Een kwartje per seconde
- 1961 – 1962: Sing mit mir, spiel mit mir
- 1964 – 1967: Der goldene Schuß
- 1976 – 1983: Varieté, Varieté
- 1983: Spiel mit Onkel Lou

#### Evergreenshows
- 1976: Wir machen Musik
- 1977: Spiel mir eine alte Melodie
- 1978: Sing mit mir, tanz mit mir
- 1979: Sing mir das Lied noch einmal
- 1980: So wird’s nie wieder sein
- 1981: So schön wie heut’, so müßt’ es bleiben
- 1982: Mit Musik geht alles besser

#### Als Gast
- 1977: Musik ist Trumpf (Medley „Pigalle-Party“) mit Jacqueline Boyer, Ralf Bendix und Angèle Durand[13]
- 1981: Musik ist Trumpf

## Diskografie

### Singles (Auswahl)
- 1954: Nicolo, Nicolo, Nicolino
- 1954: Allerhand allerhand
- 1959: Alles steht in den Sternen (Duett mit Barbara Kist) / Kleine Mandoline (Duett mit Barbara Kist)
- 1960: Ich möchte dich so gern verwöhnen (Duett mit Barbara Kist) / Warte bis die Sonne wieder scheint (Duett mit Barbara Kist)
- 1960: Niemand wie du (Duett mit Barbara Kist) / Wir beide (Duett mit Barbara Kist)
- 1960: Freunde fürs Leben (Down by the Riverside) / Schwiegermutter-Song
- 1961: Das Glück kommt so oft ganz unverhofft (Duett mit Barbara Kist) / Kannst du mir treu sein, Chérie? (Duett mit Barbara Kist)
- 1961: Wunderbar
- 1961: Die feinen Leute von Paris (Poor People of Paris)
- 1961: Grüß mir die Mädchen von Paris
- 1962: Caterina
- Das Liederbuch der Liebe
- Liebe kleine Schaffnerin
- Es gibt nur ein Paris
- In Paris
- Oh, Mr. Entertainer
- Ich bin ein fröhlicher Clown
- Wir machen einen Ausflug

### Alben (Auswahl)
- 1982: Mit Musik geht alles besser – Mr. Wunnebar singt die schönsten Melodien aus seinen Evergreenshows (EMI)
- 2015: Freunde fürs Leben – 50 große Erfolge (Musictales (Universal Music))

## Auszeichnungen
- 1962 und 1963: Bravo Otto in Bronze der Jugendzeitschrift BRAVO in der Kategorie männlicher TV-Star[15][16]